# Deutsche Leichtathletik-Hallenmeisterschaften 1954
Die ersten Deutschen Leichtathletik-Hallenmeisterschaften fanden am 20. März 1954 in der Frankfurter Festhalle statt.
Die Laufwettbewerbe wurden auf einer 160 Meter langen Bahn mit erhöhten Kurven ausgetragen. Die Sprintgerade hatte eine Länge von 70 Metern.

## Medaillengewinner Männer
| Disziplin      | Gold                                                                             | Silber                                                                 | Bronze                                                                        |
| -------------- | -------------------------------------------------------------------------------- | ---------------------------------------------------------------------- | ----------------------------------------------------------------------------- |
| 70 m           | Heinz Fütterer (Karlsruher SC)                                                   | Manfred Germar (ASV Köln)                                              | Heinz Wegener (Rot-Weiß Oberhausen)                                           |
| 400 m          | Heinz Ulzheimer (Eintracht Frankfurt)                                            | Jörg Becker (Hannover 78)                                              | Peter Mirkes (TuS Rot-Weiß Koblenz)                                           |
| 800 m          | Edmund Brenner (SKV Eglosheim)                                                   | Walter Friedrich (SuS Menden 09)                                       | Georg Köhler (Eintracht Frankfurt)                                            |
| 1500 m         | Karl-Heinz Schmalz (TuS Rot-Weiß Koblenz)                                        | Klaus Retienne (Eintracht Frankfurt)                                   | Dieter Schlegel (CSV Marathon Krefeld)                                        |
| 3000 m         | Heinz Laufer (TG Schwenningen)                                                   | Ludwig Hügen (FC 03 Süchteln)                                          | Ludwig Eckel (SV Phönix Ludwigshafen)                                         |
| 70 m Hürden    | Bert Steines (TuS Rot-Weiß Koblenz)                                              | Wolfgang Troßbach (Berliner SC)                                        | Rudolf Böck (PSV München)                                                     |
| 4 × 160 m      | Rot-Weiß OberhausenHeinz Wegener Jürgen Bastians Günter Settegast Egon Wagner    | Karlsruher FC PhönixHeinz Fütterer Beck Richard Kußmaul Lothar Knörzer | nicht vergeben 1                                                              |
| 4 × 480 m      | TuS Rot-Weiß KoblenzGünther Steines Alfred Hochscheid Peter Mirkes Helmut Dreher | CSV Marathon 1910 KrefeldVoß Hans Geister Höltz Georg Niepoth          | Rot-Weiß OberhausenJürgen Stenger Helmut Janz Karl-Heinz Surray Ernst Viebahn |
| Hochsprung     | Werner Bähr (Olympia Neumünster)                                                 | Hans-Jürgen Jenss (VfL Wolfsburg)                                      | Günter Grote (Rot-Weiß Oberhausen)                                            |
| Stabhochsprung | Julius Schneider (SC Pforzheim)                                                  | Willi Reismann (TV Fürth 1860)                                         | Adolf Bötefür (Rot-Weiß Oberhausen)                                           |
| Weitsprung     | Dietrich Richter (Eintracht Frankfurt)                                           | Heinz Oberbeck (MTV Braunschweig)                                      | Karl Lewald (SuS Menden 09)                                                   |
| Kugelstoßen    | Werner Eckert (TV Wehr)                                                          | Josef Hipp (TSG Balingen)                                              | Dietrich Urbach (VfL Bochum)                                                  |

## Medaillengewinner Frauen
| Disziplin   | Gold                                                                                  | Silber                                                          | Bronze                                                                             |
| ----------- | ------------------------------------------------------------------------------------- | --------------------------------------------------------------- | ---------------------------------------------------------------------------------- |
| 70 m        | Irmgard Egert (Eintracht Frankfurt)                                                   | Renate Schwarzkopf (Eintracht Frankfurt)                        | Elfriede Butz (TSV München-Laim)                                                   |
| 70 m Hürden | Anneliese Seonbuchner (1. FC Nürnberg)                                                | Zenta Gastl (TSV 1860 München)                                  | Marianne Moritz (SpVgg Fürth)                                                      |
| 4 × 160 m   | Eintracht FrankfurtIrene Schwarzkopf Hildegard Thomas Karola Ebenritter Irmgard Egert | SG MannheimGisela Ebinger Rienthaler Helga Erny Annelies Zuppke | Berliner TurnerschaftRenate Schiller Ursula Klopfleisch Monika Krause Karla Struck |
| Hochsprung  | Maria Sturm (1. FC Nürnberg)                                                          | Inge Kilian (TSV Braunschweig)                                  | Ursula Ehrhardt (TuS Rot-Weiß Koblenz)                                             |
| Weitsprung  | Erika Fisch (MTV Osterode)                                                            | Anneliese Seonbuchner (1. FC Nürnberg)                          | Marianne Hagedorn (Düsseldorfer SC 99)                                             |
| Kugelstoßen | Marlene Biedermann (VfL Gladbeck)                                                     | Marianne Werner (SC Greven 09)                                  | Edelgard Anhoff (SC Charlottenburg)                                                |